# 高知県立四万十高等学校
高知県立四万十高等学校（こうちけんりつ しまんとこうとうがっこう）は、高知県高岡郡四万十町大正に所在する公立の高等学校。

## 設置学科
- 普通科（1学年あたり40名）
  - 自然環境コース（1学年あたり40名）

## 沿革
- 1954年（昭和29年） - 高知県立窪川高等学校大正分校として開校（定時制林業科）。
- 1955年（昭和30年） - 新校舎起工式。
- 1961年（昭和36年） - 定時制課程を含めた全日制課程として発足。
- 1963年（昭和38年） - 普通科を併設。
- 1965年（昭和40年） - 高知県立大正高等学校と改称、独立。第1期生入学式挙行。
- 1966年（昭和41年） - 新校舎竣工・旧校舎より移転、落成式。
- 1967年（昭和42年） - 寄宿舎「東山寮」完成。
- 1970年（昭和45年） - 体育館竣工。
- 1973年（昭和48年） - 格技場竣工。
- 1974年（昭和49年） - 校庭拡張工事終了。
- 1976年（昭和51年） - 寄宿舎「東山寮」廃止。
- 1978年（昭和53年） - プール竣工。
- 1980年（昭和55年） - 林業科生徒募集停止。
- 1982年（昭和57年） - 林業科閉科。
- 1983年（昭和58年） - 校舎改築工事竣工、落成。
- 1992年（平成4年） - 体育館改築工事終了。
- 1994年（平成6年） - 本館改築工事終了。
- 1999年（平成11年） - 現校名に改名、自然環境コース設置。
- 2001年（平成13年） - 連携型中高一貫教育開始（大正・十和地域3中学校）。
- 2002年（平成14年） - 寄宿舎「木の香寮」竣工。
- 2006年（平成18年） - 格技場改築工事終了。

## 交通
- JR予土線土佐大正駅より徒歩2分